# Museo La Tertulia
El Museo La Tertulia, conocido anteriormente como Museo de Arte Moderno La Tertulia, es un museo de arte de la ciudad de Cali (Colombia). Cuenta con una importante colección de arte americano y colombiano, en particular de obra gráfica, exhibida en un edificio dedicado a la muestra permanente. En sus salas tiene lugar una actividad constante de exposiciones de arte moderno y contemporáneo. 

## Historia

### Fundación
Durante la dictadura del General Gustavo Rojas Pinilla la actividad cultural de la ciudad decayó notablemente. El Teatro Municipal de Cali quedó reducido a una sala de cine, y el Instituto de Bellas Artes fue usado como un medio propagandístico por el Estado. Debido a esta escasez de espacios se empezó a improvisar casas como centros culturales. Entre ellas resaltan la de Clara Inés Suárez, quién hospedó a Pablo Neruda, y que junto a su esposo, embajador en varios países, convenció a varios artistas de visitar la ciudad. Clara Inés, junto a Maritza Uribe de Urdinola, quien manejaba otro centro cultural en su casa, logró instaurar un grupo cultural en la ciudad.
El 9 de marzo de 1956, se funda, en una casa alquilada por el connotado periodista Alfonso Bonilla Aragón en la Carrera 5 # 4-10 del barrio San Antonio, "La Tertulia". Un espacio propicio para la cultura y con fines a crear un movimiento político alternativo que liderara el pensamiento disidente y de avanzada de la ciudad. Este grupo pasó desapercibido por los cuerpos de seguridad del estado como el DAS, quienes prohibían este tipo de reuniones. En este lugar, ubicado en la Calle 5 con Carrera 4, se empezó a discutir sobre política y literatura en un principio, para posteriormente empezar a presentar exposiciones de artistas como Alejandro Obregón, o músicos de la talla de Andrés Segovia. Durante los doce años que la institución tuvo como sede la casa en el tradicional barrio, por las mañanas funcionó una escuela privada, sostenida por los socios del museo, y por las tardes se presentaban diversas obras de artistas locales y extranjeros, con lo cual se aumentó progresivamente la colección de la institución.

### Cambio de sede
La expansión y necesidad de una sala de exposiciones conllevo a que en 1968 se construyera el Edificio Fundacional en la ribera del río Cali, en el lugar conocido como El Charco del Burro. En un inicio se planteó construir dos puentes para conservar el balneario natural, propuesta que fue rechazada finalmente, debido a que el charco se secó. Para la adecuación del terreno se desvió el cauce del río y se drenó el lugar. La hondonada resultante se rellenó por medio de diversos materiales, para lo cual se colocó un aviso invitando a la gente a tirar la basura en el lugar. Una vez rellena la hondonada se procede a construir el edificio con la firma Lago, Saenz y Edmond Cobo, planos de Manuel Lago, quien se inspiró en el Palazzo della Civiltà Italiana, una doble fachada que contrapone las aberturas funcionales y propias de unas salas de exhibición en uso, y una segunda, externa, que le da al museo un tono general limpio y continuo. El área más cercana a la montaña se pensó inicialmente como un auditorio al aire libre. Finalmente el museo como tal abriría sus puertas el jueves 20 de junio de 1968, con el Edificio Fundacional de 500 m², el teatro al aire libre con una capacidad para 400 espectadores, y la plaza.

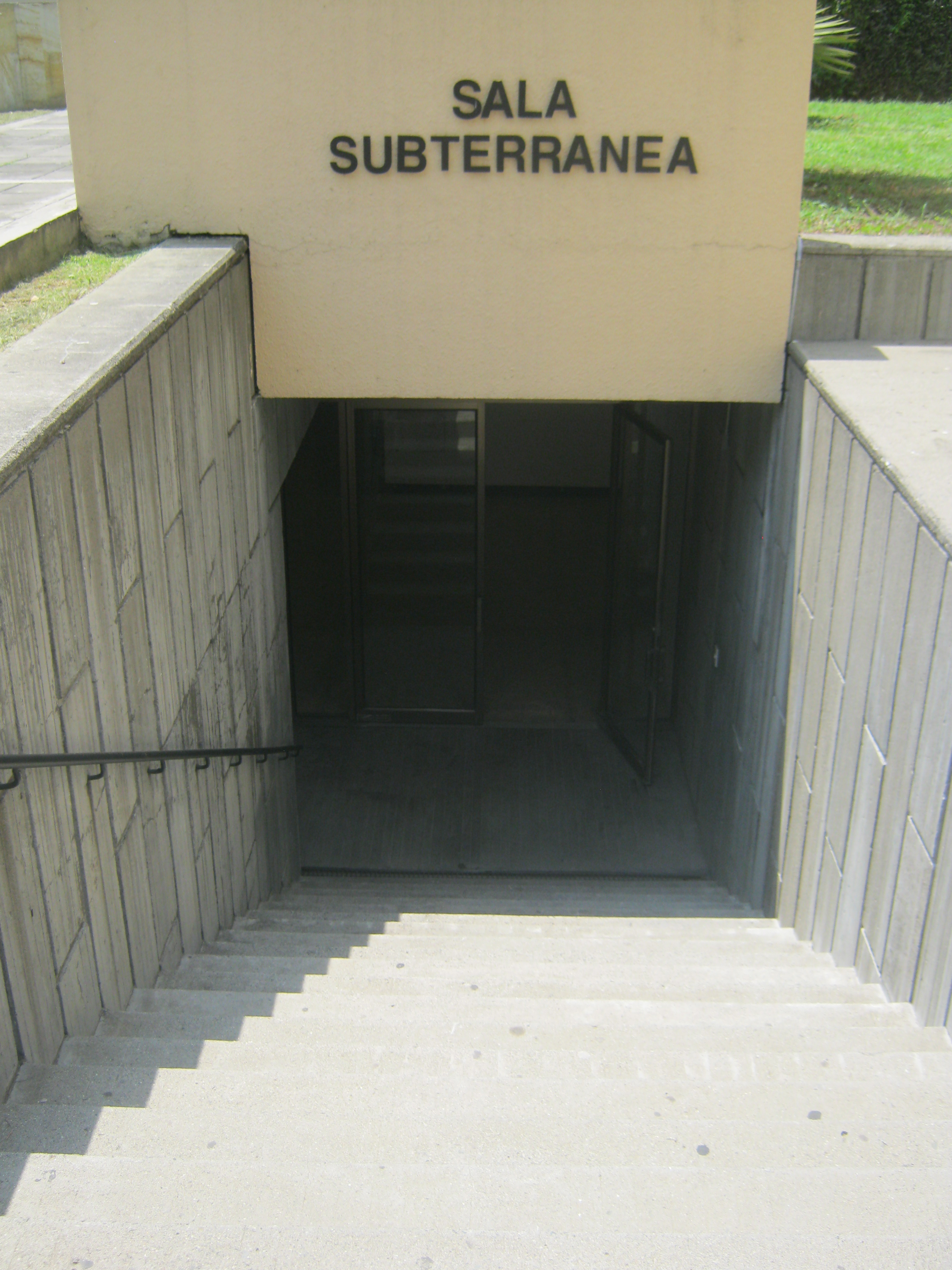
Entrada a la Sala Subterránea.

#### Construcción de la Sala Subterránea y la Cinemateca
Aprovechando la cavidad en declive del terreno, se construye una sala de exposiciones a la que se denominó Sala Subterránea. Esta sala de exposiciones se encontraría paralela a un auditorio, con el cual compartiría elementos estructurales como cableado y batería hidráulica, entre otras cosas. La Sala subterránea fue inaugurada el 23 de julio de 1971. En la pared curva del auditorio se instalaría la escultura de Edgar Negret "La Escalera". Posteriormente se adaptaría el auditorio con una cabina de proyección, inaugurándose la Cinemateca el 6 de mayo de 1975 con la proyección de la película Ludwig, Luis II de Baviera del director Luchino Visconti.

#### Cuarta etapa
Desde 1982 el arquitecto encargado de la creación de los planos de los edificios del museo fue Benjamín Barney Caldas, quien construyó el Taller-Escuela, la Sala Alterna, el Taller Infantil, Taller de Restauración y la ampliación del Edificio Fundacional. Esta etapa le permitió al museo expandir sus actividades pedagógicas, de producción de artes gráficas y restauraciones. Estas nuevas construcciones tuvieron que lidiar con el hecho que el predio colindaba con la montaña, por lo que no era viable construir una estructura baja. Es así como se diseña un nuevo edificio en cuyo tercer y cuarto piso se instauran los dos talleres de impresión. En 1987 se decide abandonar la idea de crear un edificio gemelo y paralelo al Edificio Fundacional (rebautizado en 2010 como Sala Maritza Uribe de Urdinola), y se expande este para dotarlo de un espacio mayor para exposiciones y oficinas. En la parte trasera se construye el Taller Infantil, inaugurado en 1983.
El Museo cuenta también con un Centro de Documentación y Archivo (Cedoc) sobre material bibliográfico y hemerográfico especializado en artes visuales de las décadas de los 60, 70, 80, abierto a investigaciones con consulta previa, con miras a tener una sección de consulta permanente abierta en el futuro.

#### Colección
La capacidad de almacenamiento del Edificio Fundacional ya no era suficiente, por lo que se designó nuevamente a Manuel Lago un nuevo edificio para este fin, y que tan bien serviría para exponer obras de altura considerable, y que por sus dimensiones no podían ubicarse en las instalaciones originales.
La colección del Museo recoge una muestra representativa de diferentes manifestaciones de las artes plásticas en el continente, desde mediados del siglo XX hasta tiempos contemporáneos, con más de 1500 obras adquiridas y donadas, entre otras muestras, durante la realización de las Bienales Americanas de Artes Gráficas en 1971, 1973, 1976, 1982 y 1987, eventos que tuvieron resonancia no sólo a nivel local sino a nivel internacional. La colección es variad en cuanto a formatos, encontrándose dibujo, serigrafía, grabado, pintura, escultura, fotografía, vídeo, carteles y fotos de cine, libros, entre otros. El 80% de la colección del museo está constituida por obras elaboradas en papel, por lo que, por motivos de preservación, cada cuatro meses se sustituye cerca del 40% de la colección en papel.
El edificio de la colección permanente está dividido en tres exposiciones. La primera se denomina Un museo con historia, dedicado a la relación del Museo con lo gráfico y que incluye un proyecto invitado. El segundo piso incluye la exposición El arte en su lugar, sobre la definición de lugar y territorio. Por último, en el tercer piso se incluye la muestra El arte como experiencia, que toca la singularidad del cuerpo y lo corporal en las prácticas artísticas latinoamericanas.

### Cinemateca La Tertulia
La Cinemateca de La Tertulia tiene sus inicios en las reuniones de la casa-museo en el barrio San Antonio. En 1956 el cineclub La Tertulía proyectaría La heredera del director William Wyler. Luego el cineclub empezó a programar en diferentes teatros de la ciudad como el Teatro Jorge Isaacs, Cid, Alameda, Aristi o Calima, este último, lugar donde se proyectó el último ciclo de cine antes de trasladarse a las instalaciones del entonces Auditorio del Museo. Un mes después de su inauguración la Cinemateca debió cerrar, ya que los proyectores donador por la Alcaldía generaban ruido y emitían imagen de baja calidad. La Cinemateca reiniciaría actividades el 15 de julio de 1975.

### Inundación de 1984
El domingo 1 de julio de 1984 en horas de la tarde un fuerte aguacero sacudió la ciudad. La tormenta provocó el representamiento del río en proximidades del museo. El agua rebosó el cauce del río e inundó los sótanos , depósitos, marquetería y salas de exhibición del entonces museo el pleno apogeo. La tempestad resultó en la pérdida del 40% de la obra en papel y daños significativos en el resto de la colección, así como en tapetes, cortinas, equipos de sonido y el piano del Auditorio. La institución debió sortear el pago de muchos objetos otorgados en préstamo. Para ellos se realizó una subasta de obras de arte. A partir de la tragedia, el museo se impermeabilizó en el frente, se adaptó el cableado y los desagües, y se instalaron esclusas de hierro para prevenir futuras inundaciones.